# Берже Адольф Петрович
Адольф Петрович Берже (рос. Адольф Петрович Берже; рос. дореф. Адольф Петрович Берже,  28 липня [9 серпня] 1828, Санкт-Петербург -  31 січня [12 лютого] 1886, Тифліс) - російський історик-сходознавець, кавказознавець, археограф, голова Кавказької археографічної комісії в 1864-1886 роках, а також дворянин і чиновник Російської імперії (дійсний статський радник з 1868 року, таємний радник з 1886).
Автор низки видань, зокрема монографії «Чечня та чеченці (1859)», а також 10-томного видання архівних документів «Акти Кавказької археографічної комісії».

## Біографія
Точна дата народження Адольфа Петровича Берже невідома, він народився за одними джерелами 25 липня [6] серпня 1828, за іншими на три дні пізніше. Походив із французького дворянського роду, що емігрував до Росії у 1805 році. Батько був лектором французької мови на початку XIX століття в Санкт-Петербурзькому університеті. Сам Адольф Берже також мав дворянство, але вже російське.

### Навчання та державна служба
У 1836-1838 роках Берже виховувався в пансіоні Цапінтіні, звідки вступив до реформатської школи. У 1838 році, після смерті батька, почав навчання в Гатчинському сирітському інституті (при інспекторі Є. О. Гугелі). Російський історик та журналіст М. І. Семевський  повідомляє, що в інститут він був визначений за клопотанням дружини французького посла П. де Баранта. Після закінчення інституту в 1847 Берже вступив до Східного факультету Санкт-Петербурзького державного університету, в 1851 закінчив курс зі східної словесності зі ступенем кандидата.В рік закінчення університету Берже «по волі імператора Миколи» був визначений на Кавказ до власної канцелярії кавказького намісника князя М. С. Воронцова. Як повідомляв «Исторический вестник», відрядження до князя відбулося за «чудові успіхи», а в результаті, Берже зміг «привернути увагу князя й приобрести его расположение». В 1859 році був призначений чиновником особливих поручень при начальнику громадянського управління статс-секретарі А. Ф. Крузенштерні. З грудня 1868 року мав чин действительного статского радника. Всього Берже працював при кавказьких намісниках з 1851 по 1874 рік, окрім М. С. Воронцова це були: М. А. Реад, М. М. Муравьйов-Карський, А. І. Барятинський і Великий князь Михайло Миколайович. 13 січня 1886 року Найвищим наказом по МВС Російської імперії за № 3, Берже «за отличие» був переведений у таємні радники з 9 січня того ж року. Про це він написав своєму другу М. І. Семевському:

«Я отримав звання таємного радника. Першу звістку про це отримав від Великої княгині Ольги Феодорівни, пізніше вітальна телеграма від Його Величності Миколи Михайловича, князя Дондукова-Корсакова, барона О. П. Николаи й генерала Шепелева».
— Лист від 20 січня 1886 року (альбом М. І. Семевського «Знайомі»)

### Наукова діяльність
З 1853 року Берже став співробітником Кавказького відділення РГО. У травні 1853 року Берже був відправлений з дослідницькою метою з Тифлісу до Персії, де відвідав міста Тебриз, Казвін, Тегеран, Ісфаган, Шираз і Хой. З цієї подорожі він повернувся до Тифлісу в 1854 році, а в 1855 був відправлений до Персії вдруге. Усього Берже відвідав країну в складі російських дипломатичних місій тричі, зібрав і вивіз до Росії колекцію рідкісних книг, рукописів та документів, у тому числі 600 фірманів шахіншахів. В 1871 Берже був депутатом на 25-ти річному ювілеї Імператорського Російського археологічного товариства, а в 1876 депутатом на 3-му з'їзді сходознавців у Санкт-Петербурзі.
Основною діяльністю вченого стала його робота як голови Кавказької археографічної комісії. На цю посаду Берже був призначений у квітні 1864 і продовжував займати її до самої смерті - в 1886 році. Активні наукові та літературні дослідження дослідника перервалися раптово, оскільки ще за 10 днів до своєї смерті Берже писав: «Я взявся за останній том, а також за спогади про Кавказ і Персію. Роботи багато, але я не боюся її».

### Смерть
10 січня [22 січня] 1886 року Берже прибув в Тифліс із Санкт-Петербурга, як писав сам вчений, цю «мандрівку здійснив благополучно та захоплено був зустрітий своїми приятелями». Але вже 31 січня [12 лютого] він помер, як писав Семевський, «після раптової й короткої хвороби».

## Оцінка сучасниками
Глибоке знання історії, географії та етнографії Кавказького регіону робило А. П. Берже «незамінним співрозмовником та першою особою на Кавказі за своїм широким знайомством з краєм» - писав російський драматург А. М. Островський.

## Нагороди

#### Ордени
Російські
- Орден Святого Станіслава 2-го ступеня (1859)
- Орден Святої Анни 2-го ступеня (1861)
- Орден Святого Володимира 3-го ступеня (1866)
- Орден Святого Станіслава 1-го ступеня (1874)
- Орден Святої Анни 1-го ступеня (1878)
- Орден Святого Володимира 2-го ступеня (1882)

Іноземні
- Перський орден Лева і Сонця 2-го ступеня із зіркою (1864)

#### Медалі
- Бронзова медаль «У пам'ять війни 1853—1856»

## Пам'ять
У 1888 році, з ініціативи друзів і шанувальників Берже, йому було поставлено пам'ятник у саду при Кавказькому музеї Тифлісу — бронзове погруддя на мармуровому п'єдесталі.